# Otto Kjer (Jurist, 1792)
Otto Kjer (* 15. April 1792 in Hadersleben, Herzogtum Schleswig; † 23. März 1863 ebenda) war ein deutscher Verwaltungsjurist.

## Leben
Nach dem Besuch der Gelehrtenschule in Hadersleben studierte Otto Kjer ab 1812 an der Christian-Albrechts-Universität zu Kiel und der Ruprecht-Karls-Universität Heidelberg Rechtswissenschaft. 1815 wurde er Mitglied des Corps Guestphalia Heidelberg. Er bestand 1816 das Amtsexamen in Schleswig und ließ sich als Advokat in Hadersleben nieder. Später wurde er Obergerichtsadvokat, Notar und Kassierer der gemeinschaftlichen Kasse der 33 Kirchen der Propstei Hadersleben. In dieser Funktion erwarb er sich große Verdienste bei der Reformierung des Zehntwesens der Propstei.
1841 wurde Kier Hardesvogt der Gramharde im Haderslev Amt. 1848–1850 war er Bürgermeister, Polizeimeister und Stadtvogt von Hadersleben. Seit Mitte der 1820er Jahre engagierte er sich für die Schiffbarmachung der Haderslebener Förde. Über 20 Jahre war er Mitdirektor einer zu diesem Zwecke gegründeten Privataktiengesellschaft.
Kier verfasste zahlreiche Schriften über die öffentlichen Verhältnisse in Nordschleswig. Er war verheiratet mit Johanna Friederika Bruhn. Der gleichnamige Landrat Otto Detleff Harald Kjer war ihr Sohn.

## Auszeichnungen
- Ritterkreuz des Dannebrogordens, 1836

## Schriften
- Fremstilling af de grundsætninger, som tiendecommissionerne i Danmark have af følge ved tiendereguleringen, med hensyn til den reguleringsnorm, som er foreslaaet af den allerhøist udnævnte commission til tiendens regulering i Haderslev provsti, 1840
- Haderslev Provstie's fælles Kirkekasse og dens Administration, 1841
- Mittheilungen über das Amt Hadersleben, ein Beitrag zur näheren Kunde Nord-Schleswigs, 1852
- Der Hafenbau der Stadt Hadersleben, unter Berücksichtigung seines gegenwärtigen und kunftigen Einflusses auf den städtischen Handelsverkehr dargestellt, 1854
- Tiendevæsenet og den fælles Kirkekaske i Haderslev Provsti, 1854
- Om Nødvendigheden af en Korntaxt, 1856
- Über die Hafenbildung an der Westküste der Herzogthümer Schleswig und Holstein: mit besonderer Berücksichtigung des Lister Tiefs und der Widau, 1857
- Über die Ablösung der Naturalzehnten in der Probstei Hadersleben und ihre Ergebnisse, 1861